# Cordero (dinastia)
I Cordero sono una nobile famiglia piemontese sorta nel XIII secolo a Mondovì. Ebbero diversi incarichi nel Comune di Mondovì, nel regno di Sardegna e nel regno d'Italia.

## Storia
I Cordero risultano ascritti dal XIII secolo al terziere di Vasco tra i populares e il primo loro esponente attestato fu Guglielmo Cordero, consigliere di Mondovì nel 1298. Diversi esponenti di questa famiglia assunsero diverse cariche all'interno del Comune, tra cui Pietro Cordero, consigliere nel 1347, Enrico Cordero, consigliere nel 1379, Niccolò, sindaco del Comune nel 1383, ed Anselmo Cordero.
Dal XV secolo, le fonti permettono di delineare un quadro più chiaro del ruolo economico e politico della stirpe a Mondovì. Nel 1472, Baldassarre Cordero convinse il tipografo Antonio Mathias di Anversa a trasferirsi da Genova a Mondovì a causa della peste: i due fondarono una delle prime tipografie d'Italia e pubblicarono quell'anno la Somma confessionum seu interrogatorium pro simplicibus confessoribus dell'arcivescovo di Firenze e santo Antonino, e le Satire di Giovenale e le Eroidi di Ovidio l'anno seguente: furono i primi libri (con data certa) pubblicati in Piemonte.
Il XVI secolo, con il consolidamento del dominio sabaudo a Mondovì, accolto non in modo unanime nella città, vede i Cordero trasferirsi a Mondovì Piazza; essi, inoltre, si schierarono per il partito filo-francese al tempo della loro occupazione della città. Con diverse strategie matrimoniali, si introdussero nella gestione delle finanze e dei beni comunali.
Nel corso della guerra civile piemontese del 1639-1642, i Cordero si schierarono nuovamente con il partito francese della Madama Reale, così come molti dell'alta nobiltà della città: alcuni suoi esponenti, come Pietro Paolo Cordero e Francesco Bartolomeo, morirono in questo conflitto. Quest'ultimo, primo del ramo dei Cordero di Montezemolo, era sposato con Gerolama Manusio, erede della fortuna dei marchesi di Ceva, e, con la morte del cardinale Francesco Adriano Ceva, i Cordero parteciparono alla spartizione della sua ricca eredità. Possiamo quindi assistere al passaggio dei Cordero dal fronte popolare medievale nel sestriere di Vasco al fronte francese-nobiliare nella parte alta della città a Piazza, partecipando al corsus honorum vigente nello stato sabaudo.
La parentela con il cardinale citato precedentemente introdurrà i Cordero alla corte pontificia e il loro esponente Giacomo divenne protonotario apostolico: da questo momento la carriera ecclesiastica divenne una componente essenziale dell'ascesa della famiglia a Roma come a Mondovì. Un loro esponente particolare fu Giuseppe Ignazio Cordero, che partì nel 1702 da Roma come missionario in Cina con il cardinale Carlo Tommaso Maillard de Tournon, inviato in quel paese per dirimere la controversia dei riti cinesi, venendo accolti dall'imperatore cinese Kangxi.
Nel XVIII secolo, i vari rami dei Cordero ottennero diversi titoli tramite diversi matrimoni: ad esempio, Giovanni Antonio sposò Alessandra Margherita Bonardo Mongarda, figlia del senatore Giovanni Antonio, portando in dote la signoria di Pamparato, eretta a marchesato nel 1772. Tale secolo sancì l'ascrizione della stirpe nell'alta nobiltà sabauda grazie alla secolare militanza nel consiglio di Mondovì e alla loro carriera militare ed ecclesiastica di alto livello, trasformandosi da élite urbana a nobiltà titolata, percorso già avviato dalla metà del XVII secolo.
I Cordero sono tutt'oggi viventi in numerosi rami. Un membro rilevante del ramo di Pamparato è Felice Cordero di Pamparato, partigiano italiano impiccato dai tedeschi, mentre alcuni membri rilevanti del ramo di Montezemolo sono Massimo Cordero di Montezemolo, senatore del regno di Sardegna e poi del regno d'Italia e prefetto, Giuseppe Cordero Lanza di Montezemolo, comandante del Fronte Militare Clandestino e vittima delle Fosse Ardeatine, Andrea Cordero Lanza di Montezemolo, arcivescovo e cardinale, e Luca Cordero di Montezemolo, presidente di Ferrari, FIAT, Maserati, Alitalia e Confindustria e attuale amministratore delegato delle Manifatture Sigaro Toscano S.p.A.

## Arma
alias

## Fonti
A causa della frammentazione in diversi rami dei Cordero, il nucleo originario dei documenti risultano suddivisi in varie sedi: le carte del ramo dei Vonzo-San Quintino sono oggi conservate all'Istituto Casati di Mondovì, alcune carte del ramo di Pamparato sono state acquisite dal comune di Pamparato, altri documenti del ramo di Belvedere sono conservate a Roccaforte, altre carte del ramo di Montezemolo sono conservate nel loro castello di famiglia, le carte dei rami di Lanza e Grangia invece si hanno solo un elenco sommario, mentre altre carte sono conservate dal comune di Mondovì, anche se quest'ultime non vanno più indietro del XVI secolo.
L'archivio di Mondovì comprende le carte dei Cordero di Montezemolo, originariamente conservati nella loro antica casa a Mondovì Piazza e curati nell'Ottocento dal canonica Emilio Cordero di Montezemolo, sono stati acquisiti dal Comune di Mondovì nel 1999 e spostati di pochi metri nell'archivio storico comunale situato nell'antico palazzo di città, sempre a Mondovì Piazza, mentre la biblioteca risulta oggi in mano alla famiglia. Nucleo importante dell'archivio di Mondovì riguarda cronache e documenti attorno alla guerra del Sale, ma il nucleo centrale è costituito dalle segreterie d'ambasciata di Giuseppe Bartolomeo Cordero (1671-1731) in Spagna (1713-1718), al seguito del marchese Gaspare Maria Morozzo e Francia (maggio 1720-1728), sostituendo Filippo Nicola Donaudi, che coprono l'arco di quindi anni circa.